# Міхал Ракоши
Міхал Ракоши (пол. Michał Rakoczy, нар. 30 березня 2002, Ясло, Польща) — польський футболіст, півзахисник клубу «Краковія» та молодіжної збірної Польщі.

## Ігрова кар'єра

### Клубна
Міхал Ракоши починав грати у футбол у своєму рідному місті Ясло. У 2015 році він приєднався до молодіжного складу клубу «Краковія». Першу гру в основі футболіст провів у травні 2018 року, коли вийшов на заміну у матчі чемпіонату Польщі проти «Погоні».
У вересні 2020 року Ракоши відправився в оренду у клуб Першої ліги «Пуща», де грав до кінця сезону. Після оренди футболіст повернувся до «Краковії». У 2022 році Ракоши продовжив дію контракту з клубом до 2027 року.

### Збірна
З 2017 року Міхал Ракоши захищає кольори юнацьких збірних Польщі різних вікових категорій. 27 вересня 2022 року у товариському матчі проти молодіжної збірної Латвії міхал Ракоши дебютував у складі молодіжної збірної Польщі.

## Титули
Краковія
 Переможець Кубка Польщі: 2019/20
Індивідуальні
- Кращий молодий гравець чемпіонату Польщі: лютий 2022,[5] липень 2022[6]